# Ферінгенштадт
Ферінгенштадт (нім. Veringenstadt) — місто в Німеччині, знаходиться в землі Баден-Вюртемберг. Підпорядковується адміністративному округу Тюбінген. Входить до складу району Зігмарінген.
Площа — 31,24 км2. Населення становить 2123 ос. (станом на 31 грудня 2020).

## Географія

### Адміністративний поділ
Місто складається з таких районів:
| Герб          | Назва                 | Населення (Станом на: 15 січня 2011) | Площа   |
| ------------- | --------------------- | ------------------------------------ | ------- |
| Veringenstadt | Ферінгенштадт (центр) | 1611                                 | 1523 га |
| Hermentingen  | Герментінген          | 147                                  | 488 га  |
| Veringendorf  | Ферінгендорф          | 504                                  | 1052 га |